# اولیویه گوگان
اولیویه گوگان (انگلیسی: Olivier Guégan؛ زادهٔ ۲۰ اوت ۱۹۷۲) بازیکن فوتبال اهل فرانسه است.
از باشگاه‌هایی که در آن بازی کرده‌است می‌توان به باشگاه فوتبال استاد برستوا ۲۹، باشگاه فوتبال استاد رنس، باشگاه فوتبال پاریس اف سی، و باشگاه فوتبال آنژه اشاره کرد.